# Lophiosilurus alexandri
Lophiosilurus alexandri är en fiskart som beskrevs av Steindachner, 1876. Lophiosilurus alexandri ingår i släktet Lophiosilurus och familjen Pseudopimelodidae. Inga underarter finns listade i Catalogue of Life.